# Irlands försvarsmakt
Irlands försvarsmakt (Engelska): Defence Forces, Iriska: Óglaigh Na hÉireann),  består av tre försvarsgrenar, Army (an tArm), Air Corps (an tAerchór), Naval Service (an tSeirbhís Chabhlaigh), Reserve Defence Forces (Óglaigh Cúltaca).
Vid sidan av de tre nämnda försvarsgrenarna intar det irländska hemvärnet en självständig och försvarsgrensövergripande ställning. Reserve Defence Forces (Óglaigh Cúltaca), består av Army Reserve (Cúltaca an Airm) och Naval Service Reserve (Cúltaca na Seirbhíse Cabhlaigh) 
Den nuvarande överbefälhavaren är Michael D Higgins, i sin roll som Irlands president sedan 2011. Försvarsmaktens officerare lyder formellt direkt under presidenten, men i praktiken är det försvarsministern som verkar på presidentens räkning och som rapporterar till regeringen.

## Roll
Genom Irlands geografiska läge, det vill säga i Europeiska unionens nordvästra gräns, utgör dess läge ett mindre strategiskt läge för omvärlden, och med det ses inga direkta yttre hot eller framtida invasioner av landet. Irland har sedan länge fört en neutralitetspolitik, och blivit internationellt erkänd som permanent neutral, vilket innebär att landet genom mellanstatliga överenskommelser förbundit sig att upprätthålla neutraliteten i alla framtida krig, vilket även inkluderade 
Irland var neutralat under andra världskriget och driver en pacifistisk politik. Av detta skäl är landets militära kapacitet relativt blygsam. Irland har dock en tradition att engagera sig i FN:s fredsbevarande styrkor. Sedan 2008 deltar Irland även i det europeiska samarbetet med att sätta upp militära snabbinsatsstyrkor, Europeiska unionens stridsgrupper, där man bidragit med personal till både Nordic Battlegroup 08 (NBG 08) och Nordic Battlegroup 11 (NBG 11).

### Uppdrag
- Förberedelser för försvaret av staten mot väpnad aggression.
- Bistånd till de civila myndigheterna, inklusive skydd av den inre säkerheten av staten.
- Fredsbevarande, krishantering och humanitära insatser hjälpinsatser, till stöd för Förenta nationerna.
- Fiskerikontroll, i enlighet med statens skyldigheter enligt avtal med Europeiska unionen.
- Övriga uppdrag som tilldelas av regeringen, som till exempel civila beredskapsuppgifter som Sjöräddning, ambulansflyg och bistånd landet vid naturkatastrofer och andra katastrofer. Men även bistå regeringsorganen med säkra flygtransporter genom Ministerial Air Transport Squadron (MATS), vilket är en del av landets flygvapen.

## Försvarsgrenar

### Armén
Armén består av cirka 8.500 aktiva personer, och 13.000 i reserven (hemvärnet). Landet är indelat i tre militärområden, för administrativa och operativa skäl. I varje militärområde finns en infanteribrigad. På grund av landets neutralitet har man inga pansarförband eller något tungt artilleri. Utan man har endast i begränsad utsträckning mekaniserat sina skytteförband i form av FV101 Scorpion och MOWAG Piranha. Armén tillsammans med reservarmén omfattar:
- 9 skyttebataljoner i armén
- 18 skyttebataljoner i arméreserven
- 3 artilleribataljoner i armén
- 19 artilleribataljoner i arméreserven

### Flygvapnet
Flygvapnet eller Flygkåren, består av cirka 900 personer och har sitt högkvarter på Casement Aerodrome sydväst om Dublin. Flygvapnet är den minsta av samtliga grenar inom försvarsmakten, och dess uppgifter är att:
1. Stödja armén.
2. Stödja marinen.
3. Stödja civila myndigheter.
4. Stödja statliga departement.

Vid sidan om huvuduppgifterna ska man:
1. Stöd till civila gemenskapen
2. Stöd till ministerier

Landets flygvapen har officiellt inte längre den traditionella rollen som ett traditionella flygvapnet har, det vill säga försvara och bevaka landets luftrum. Utan den har tagit bort, vilket även ogs bort från sitt uppdrag, liksom sjöräddning. 
Materiel
- 7 föråldrade lätta attackflygplan SIAI-Marchetti SF-260, som huvudsakligen används som övningsflygplan.
- 15 helikoptrar av varierande modeller.
- Diverse transport-, sambands- och patrullflygplan.

### Marinen
Marinen består av cirka 1200 personer och åtta patrullfartyg, och har som uppgift att övervaka landets territorialvatten samt ett biologiskt skyddat område (Irish Conservation Box (ICB)), söder om ön, i syfte att skydda vattnet från fiske. Marinen bistår tullen med att borda fartyg som används i narkotikasmuggling. 
- Irish Naval Service Offshorefartyg[1]
  - LÉ Emer (P21)
  - LÉ Aoife (P22)
  - LÉ Aisling (P23)

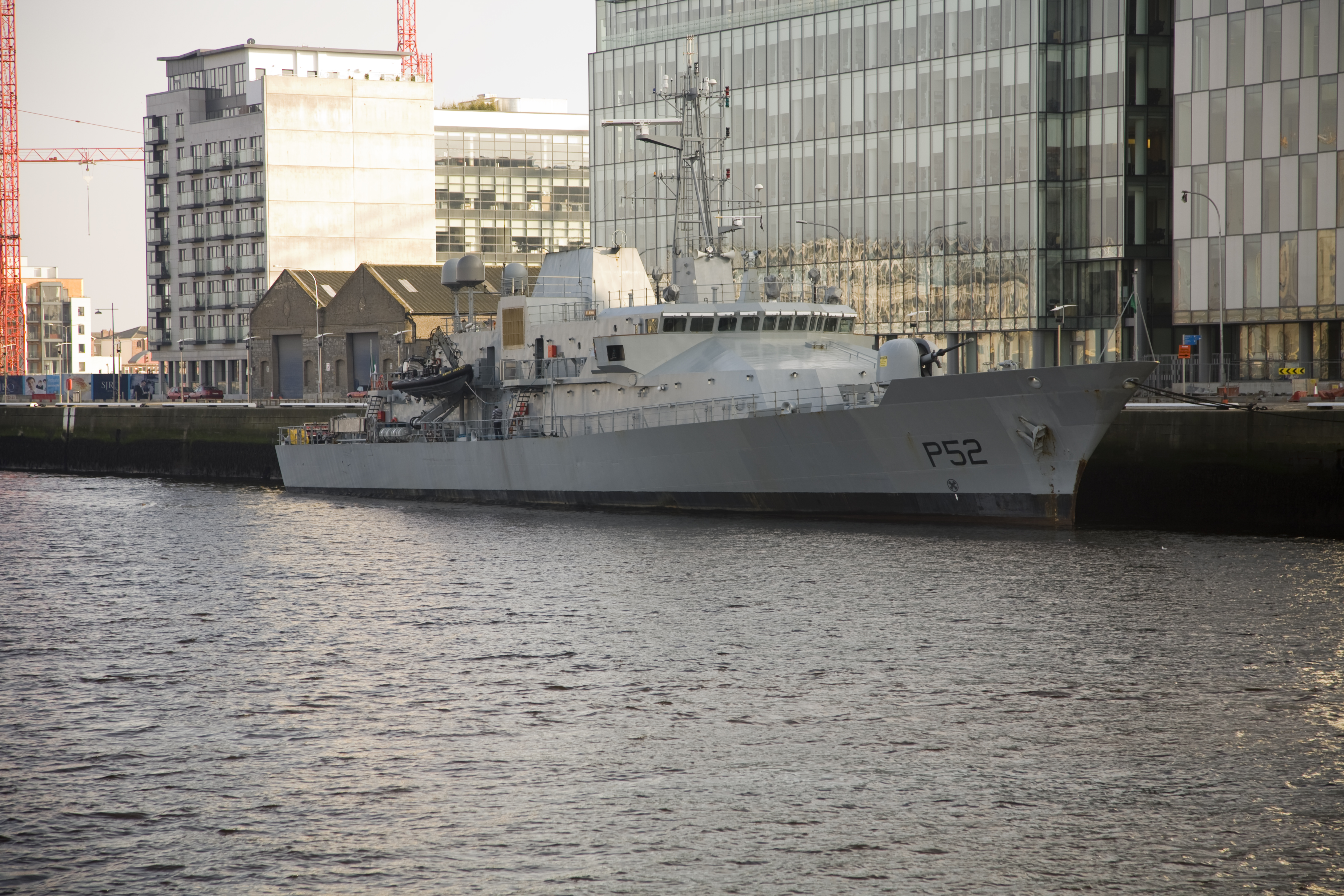
LÉ Niamh (P52)

- Marinens kustbevaknings patrullbåtar. 
  - LÉ Orla (P41)
  - LÉ Ciara (P42)
- Marinens större patrullbåtar
  - LÉ Róisín (P51)
  - LÉ Niamh (P52)
- Marinens patrullbåtar med helikopterplattform
  - LÉ Eithne (P31)

## Förläggningar
Försvarsmakten har ett antal förläggningar i Irland, nedan är en sammanställning av dem.
| Namn                          | Ort                      |
| ----------------------------- | ------------------------ |
| Högkvarter                    | Dublin                   |
| Aiken Barracks                | Dundalk                  |
| Casement Aerodrome            | Baldonnel                |
| Cathal Brugha Barracks        | Rathmines                |
| Collins Barracks              | Cork                     |
| Coolmoney Camp                | Glen of Imaal            |
| Custume Barracks              | Athlone                  |
| Curragh Camp                  | Curragh                  |
| Dún Úi Mhaolíosa              | Galway                   |
| Finner Camp                   | Ballyshannon             |
| Gormanstown Camp              | Gormanstown              |
| Haulbowline Naval Base        | Cork                     |
| Kickham Barracks              | Clonmel                  |
| Kilbride Camp                 | Kilbride, County Wicklow |
| Lynch Camp                    | Kilworth                 |
| McKee Barracks                | Dublin                   |
| Sarsfield Barracks            | Limerick                 |
| St Bricín's Military Hospital | Dublin                   |
| Stephen’s Barracks            | Kilkenny                 |

### Översättningar
Den här artikeln är helt eller delvis baserad på material från engelskspråkiga Wikipedia, Defence Forces (Ireland), 14 april 2012.